# Det folkelige gennembrud
 Denne artikel bør gennemlæses af en person med fagkendskab for at sikre den faglige korrekthed.

Det folkelige gennembrud var en periode i dansk litteraturhistorie, i begyndelsen af 1900-tallet og en fortsættelse af det moderne gennembruds litterære ideal om realisme. I det folkelige gennembrud forsøgte man at komme tæt på den enkelte borger i både fremstillingsform og sprog. Modsat Det moderne gennembrud og tidligere stilperioder så kom personer med en ikke-akademisk baggrund frem på den litterære scene, hvor det før var personer fra den kulturelle elite, eksempelvis tilknyttet universiteterne.[kilde mangler] Man kan med andre ord sige, at litteraturen var "fra folket til folket".[kilde mangler] Man vil ikke længere tale om folket, man vil tale til folket fra helten. Helten kunne være den lille bonde/landarbejder eller storbyens anonyme arbejder, som intet ejede. De nye fortællere stammede selv fra de fattige miljøer i stedet for storbyen med dens universitetsliv. Dermed blev livet i provinsen skildret, de nye fortællere skulle aflære det litterære udtryk og i stedet skrive folkeligt
Den realistiske skildring af arbejdernes liv spejlede den samfundsudvikling, Danmark gennemgik allerede i slutningen af 1800-tallet under industrialiseringen. Urbaniseringen, hvor folk flyttede fra land til by, prægede perioden og ændrede landets demografi, da flere forsøgte lykken i byerne på de mange nye fabrikker. Men arbejdsbetingelserne var hårde og rettighederne få. Ikke just bedre end arbejdsmiljøet i landbruget på daværende tidspunkt. Forfatterne i det folkelige gennembrud repræsenterede en social indignation over fabriksarbejdernes lange, hårde, støjende, støvfyldte og risikofyldte arbejdsdage.

## Det folkelige gennembruds forfattere
Eksempler på forfattere, der repræsenterede det folkelige gennembrud:
- Johannes V. Jensen
- Jeppe Aakjær
- Martin Andersen Nexø
- Johan Skjoldborg

## Fodnoter
1. ↑  Fibiger, Johannes; Lütken, Gerd. "Det folkelige gennembrud", Litteraturens veje (2. udgave), Systime A/S, Danmark, 2009, side 244. ISBN 87-616-0992-7.